# 알렉산드라 플레처
알렉산드라 플레처(Alexandra Fletcher, 1976년 7월 8일 ~ )는 잉글랜드의 배우이다.

## 출연 작품
- 홀리오크 (1995)